# Adolfo Latorre
Adolfo Latorre war ein uruguayischer Politiker.
Latorre hatte als Repräsentant des Departamento Montevideo in der 10. Legislaturperiode im Zeitraum vom 24. April 1868 bis zum 23. Juni 1870 ein Mandat als stellvertretender Abgeordneter in der Cámara de Representantes inne. In der 13. Legislaturperiode nahm er ab dem 8. Februar 1879 ein Titularmandat als Senator für das Departamento Durazno in der Cámara de Senadores wahr. Dort trat er am 29. März 1880 zurück.